# Transpadanske Republik
Den Transpadanske Republik (Repubblica Transpadana) var en kortlivet republik i det nordlige Italien. Det blev oprettet i 1796 af Napoleon efter hans sejre i Italien, som en vasalstat til den Første franske republik. Landet havde forud for dette heddet Hertugdømmet Milano.
Allerede året efter blev landet en del af det nyoprettede Cisalpinske Republik, der også omfattede de tidligere Cispadanske Republik, Hertugdømmet Mantua og en del af Republikken Venedig.
50°N 10°Ø / 50°N 10°Ø